# Уравнение Дюпре
Уравнение Дюпре — уравнение, которое характеризуется тем, что работа адгезии для систем жидкость-жидкость (ЖЖ), твёрдая поверхность-жидкость (ТЖ) либо твёрдая поверхность-твёрдая поверхность 
(ТТ) численно равна сумме удельных поверхностных энергий жидкостей, а также жидкости и твёрдой поверхности, либо твёрдых поверхностей соприкасающихся друг с другом, за вычетом удельной поверхностной энергии на границе раздела между этими жидкостями либо жидкостью и твёрдой поверхностью либо твёрдой поверхностью и газом.

## Вид уравнения
Уравнение выглядит следующим образом:
{\displaystyle {Wa=\sigma _{13}+\sigma _{12}-\sigma _{23}}}
Где Wa — обратимая работа адгезии на границе раздела фаз, σ13 — поверхностная энергия на границе твёрдая поверхность-газ (ТГ), σ12 — поверхностная энергия на границе жидкость-газ (ЖГ),
σ23 — поверхностная энергия на границе твёрдая поверхность-жидкость (ТЖ). Уравнением Дюпре для расчётов адгезии на границе ТЖ обычно не пользуются, так как определение σТЖ и σТГ связано с большими трудностями, но оно практически применимо для измерения адгезии двух жидкостей.

## Физический смысл
Уравнение Дюпре выражает баланс изменения поверхностной энергии системы при отрыве жидкой плёнки от твёрдой поверхности, то есть отражает закон сохранения энергии на границе раздела фаз. При этом исчезает поверхность ТЖ, но появляются две новые — ТГ и ЖГ. Из уравнения следует, что работа адгезии увеличивается с ростом поверхностного натяжения отдельных фаз и уменьшается с ростом межфазного натяжения. Физический смысл этого утверждения заключается в том, что свободная энергия уменьшается за счёт работы сил взаимодействия.